# Campeonato Mundial de Ginástica Artística de 2015
O XLVI Campeonato Mundial de Ginástica Artística ocorreu entre os dias 23 de outubro e 1 de novembro de 2015 no The SSE Hydro em Glasgow, Escócia.

## Eventos
- Equipes masculino
- Individual geral masculino
- Solo masculino
- Barra fixa
- Barras paralelas
- Cavalo com alças
- Argolas
- Salto sobre a mesa masculino
- Equipes feminino
- Individual geral feminino
- Trave
- Solo feminino
- Barras assimétricas
- Salto sobre a mesa feminino

## Calendário
| Out / Nov          | 23 | 24 | 25 | 26 | 27 | 28 | 29 | 30 | 31 | 1 |
| ------------------ | -- | -- | -- | -- | -- | -- | -- | -- | -- | - |
| Qualificatória     |    |    | ●  | ●  |    |    |    |    |    |   |
| Equipes            |    |    |    |    |    | ●  |    |    |    |   |
| Individual geral   |    |    |    |    |    |    |    | ●  |    |   |
| Solo               |    |    |    |    |    |    |    |    | ●  |   |
| Cavalo com alças   |    |    |    |    |    |    |    |    | ●  |   |
| Argolas            |    |    |    |    |    |    |    |    | ●  |   |
| Salto sobre a mesa |    |    |    |    |    |    |    |    |    | ● |
| Barras paralelas   |    |    |    |    |    |    |    |    |    | ● |
| Barra fixa         |    |    |    |    |    |    |    |    |    | ● |

| Out / Nov           | 23 | 24 | 25 | 26 | 27 | 28 | 29 | 30 | 31 | 1 |
| ------------------- | -- | -- | -- | -- | -- | -- | -- | -- | -- | - |
| Qualificatória      | ●  | ●  |    |    |    |    |    |    |    |   |
| Equipes             |    |    |    |    | ●  |    |    |    |    |   |
| Individual geral    |    |    |    |    |    |    | ●  |    |    |   |
| Salto sobre a mesa  |    |    |    |    |    |    |    |    | ●  |   |
| Barras assimétricas |    |    |    |    |    |    |    |    | ●  |   |
| Trave               |    |    |    |    |    |    |    |    |    | ● |
| Solo                |    |    |    |    |    |    |    |    |    | ● |

## Países participantes
Um total de 86 nações estiveram representadas no Mundial de Ginástica Artística. Entre parênteses o número de ginastas por país.
| \| - África do Sul (5) - Alemanha (14) - Argélia (4) - Argentina (6) - Armênia (4) - Austrália (10) - Áustria (9) - Azerbaijão (5) - Bahamas (2) - Bélgica (14) - Bielorrússia (9) - Bolívia (4) - Brasil (14) - Bulgária (5) - Canadá (14) - Catar (1) - Cazaquistão (6) - Chile (5) - China (14) - Chipre (4) - Colômbia (10) - Coreia do Norte (9) \| - Coreia do Sul (14) - Costa Rica (3) - Croácia (6) - Cuba (4) - Dinamarca (6) - Egito (6) - Equador (1) - Eslováquia (5) - Eslovênia (6) - Espanha (14) - Estados Unidos (14) - Filipinas (2) - Finlândia (5) - França (14) - Geórgia (2) - Grã-Bretanha (14) - Grécia (14) - Guatemala (2) - Honduras (1) - Hong Kong (3) - Hungria (14) - Ilhas Caimã (1) \| - Índia (4) - Indonésia (1) - Irlanda (6) - Islândia (5) - Israel (4) - Itália (14) - Jamaica (4) - Japão (14) - Letônia (6) - Lituânia (4) - Malásia (4) - Malta (3) - Marrocos (5) - México (12) - Mónaco (2) - Mongólia (4) - Namíbia (3) - Noruega (6) - Nova Zelândia (5) - Países Baixos (14) - Panamá (2) - Peru (5) \| - Polónia (7) - Porto Rico (10) - Portugal (6) - Chéquia (6) - República Dominicana (2) - Roménia (14) - Rússia (14) - Sérvia (4) - Singapura (5) - Suécia (9) - Suíça (13) - Tailândia (1) - Taipé Chinesa (8) - Trinidad e Tobago (3) - Turquia (6) - Ucrânia (8) - Uruguai (3) - Uzbequistão (6) - Venezuela (6) - Vietname (5) \| | | | |
| - África do Sul (5) - Alemanha (14) - Argélia (4) - Argentina (6) - Armênia (4) - Austrália (10) - Áustria (9) - Azerbaijão (5) - Bahamas (2) - Bélgica (14) - Bielorrússia (9) - Bolívia (4) - Brasil (14) - Bulgária (5) - Canadá (14) - Catar (1) - Cazaquistão (6) - Chile (5) - China (14) - Chipre (4) - Colômbia (10) - Coreia do Norte (9) | - Coreia do Sul (14) - Costa Rica (3) - Croácia (6) - Cuba (4) - Dinamarca (6) - Egito (6) - Equador (1) - Eslováquia (5) - Eslovênia (6) - Espanha (14) - Estados Unidos (14) - Filipinas (2) - Finlândia (5) - França (14) - Geórgia (2) - Grã-Bretanha (14) - Grécia (14) - Guatemala (2) - Honduras (1) - Hong Kong (3) - Hungria (14) - Ilhas Caimã (1) | - Índia (4) - Indonésia (1) - Irlanda (6) - Islândia (5) - Israel (4) - Itália (14) - Jamaica (4) - Japão (14) - Letônia (6) - Lituânia (4) - Malásia (4) - Malta (3) - Marrocos (5) - México (12) - Mónaco (2) - Mongólia (4) - Namíbia (3) - Noruega (6) - Nova Zelândia (5) - Países Baixos (14) - Panamá (2) - Peru (5) | - Polónia (7) - Porto Rico (10) - Portugal (6) - Chéquia (6) - República Dominicana (2) - Roménia (14) - Rússia (14) - Sérvia (4) - Singapura (5) - Suécia (9) - Suíça (13) - Tailândia (1) - Taipé Chinesa (8) - Trinidad e Tobago (3) - Turquia (6) - Ucrânia (8) - Uruguai (3) - Uzbequistão (6) - Venezuela (6) - Vietname (5) |

## Medalhistas
Masculino
| Evento                      | Ouro                                                                                               | Prata                                                                                                   | Bronze                                                                                 |
| Equipes detalhes            | Naoto Hayasaka · Ryohei Kato · Kazuma Kaya · Kenzo Shirai · Yusuke Tanaka · Kohei Uchimura · Japão | Brinn Bevan · Daniel Purvis · Louis Smith · Kristian Thomas · Max Whitlock · Nile Wilson · Grã-Bretanha | Deng Shudi · Lin Chaopan · Liu Yang · Xiao Ruoteng · You Hao · Zhang Chenglong · China |
| Individual geral detalhes   | Kohei Uchimura · Japão                                                                             | Manrique Larduet · Cuba                                                                                 | Deng Shudi · China                                                                     |
| Solo detalhes               | Kenzo Shirai · Japão                                                                               | Max Whitlock · Reino Unido                                                                              | Rayderley Zapata · Espanha                                                             |
| Cavalo com alças detalhes   | Max Whitlock · Reino Unido                                                                         | Louis Smith · Reino Unido                                                                               | Harutyun Merdinyan · Armênia · Kazuma Kaya · Japão                                     |
| Argolas detalhes            | Eleftherios Petrounias · Grécia                                                                    | You Hao · China                                                                                         | Liu Yang · China                                                                       |
| Salto sobre a mesa detalhes | Ri Se-Gwang · Coreia do Norte                                                                      | Marian Drăgulescu · Roménia                                                                             | Donnell Whittenburg · Estados Unidos                                                   |
| Barras paralelas detalhes   | You Hao · China                                                                                    | Oleg Verniaiev · Ucrânia                                                                                | Oleg Stepko · Azerbaijão · Deng Shudi · China                                          |
| Barra fixa detalhes         | Kohei Uchimura · Japão                                                                             | Danell Leyva · Estados Unidos                                                                           | Manrique Larduet · Cuba                                                                |

Feminino
| Evento                       | Ouro | Prata                                                                           | Bronze |
| Equipes detalhes             | Simone Biles · Gabrielle Douglas · Brenna Dowell · Madison Kocian · Maggie Nichols · Alexandra Raisman · Estados Unidos | Chen Siyi · Fan Yilin · Mao Yi · Shang Chunsong · Tan Jiaxin · Wang Yan · China | Becky Downie · Elissa Downie · Claudia Fragapane · Ruby Harrold · Kelly Simm · Amy Tinkler · Grã-Bretanha |
| Individual geral detalhes    | Simone Biles · Estados Unidos                                                                                           | Gabrielle Douglas · Estados Unidos                                              | Larisa Iordache · Roménia                                                                                 |
| Salto sobre a mesa detalhes  | Maria Paseka · Rússia                                                                                                   | Hong Un-Jong · Coreia do Norte                                                  | Simone Biles · Estados Unidos                                                                             |
| Barras assimétricas detalhes | Fan Yilin · China · Viktoria Komova · Rússia · Daria Spiridonova · Rússia · Madison Kocian · Estados Unidos             | nenhum                                                                          | nenhum |
| Trave detalhes               | Simone Biles · Estados Unidos                                                                                           | Sanne Wevers · Países Baixos                                                    | Pauline Schäfer · Alemanha                                                                                |
| Solo detalhes                | Simone Biles · Estados Unidos                                                                                           | Ksenia Afanasyeva · Rússia                                                      | Maggie Nichols · Estados Unidos                                                                           |

## Quadro de medalhas
| Ordem | País            | Medalha de ouro | Medalha de prata | Medalha de bronze |    |
| ----- | --------------- | --------------- | ---------------- | ----------------- | -- |
| 1     | Estados Unidos  | 5               | 2                | 3                 | 10 |
| 2     | Japão           | 4               |                  | 1                 | 5  |
| 3     | Rússia          | 3               | 1                |                   | 4  |
| 4     | China           | 2               | 2                | 4                 | 8  |
| 5     | Grã-Bretanha    | 1               | 3                | 1                 | 5  |
| 6     | Coreia do Norte | 1               | 1                |                   | 2  |
| 7     | Grécia          | 1               |                  |                   | 1  |
| 8     | Cuba            |                 | 1                | 1                 | 2  |
| 8     | Roménia         |                 | 1                | 1                 | 2  |
| 10    | Países Baixos   |                 | 1                |                   | 1  |
| 10    | Ucrânia         |                 | 1                |                   | 1  |
| 12    | Alemanha        |                 |                  | 1                 | 1  |
| 12    | Arménia         |                 |                  | 1                 | 1  |
| 12    | Azerbaijão      |                 |                  | 1                 | 1  |
| 12    | Espanha         |                 |                  | 1                 | 1  |
| TOTAL | TOTAL           | 17              | 13               | 15                | 45 |

     País sede destacado.